# Argançon
Argançon é uma comuna francesa na região administrativa de Grande Leste, no departamento de Aube. Estende-se por uma área de 8,2 km². Em 2010 a comuna tinha 113 habitantes (densidade: 13,8 hab./km²).